# Urgences (radio)
Pour les articles homonymes, voir Urgence (homonymie).
Urgences est un ancien type de station de radio créé par Radio France et Daniel Hamelin[Quand ?], en direction des sans-abris, pour :
- recréer du lien social, en leur laissant la parole et en leur adressant des propos amicaux ;
- faciliter leur vie quotidienne, avec des conseils dans leurs démarches et des bons plans pour profiter de la ville.

Il a existé plusieurs radios « Urgences » en France, notamment à Lille et Paris. Souvent diffusée en AM, elles bénéficiaient parfois d'un créneau horaire de diffusion en FM, sur les locales de Radio France et Radio Campus.
En 2001, lors du « Plan Bleu », elles disparurent en échange d'une mission du même type allouée au réseau France Bleu.